# 絕命保鑣
《絕命保鑣》是2000年12月23日發售的 PlayStation 2電玩遊戲。由遊戲公司史克威爾（現遊戲公司史克威爾艾尼克斯）以及DREAM FACTORY攜手製作而充滿電影要素的動作角色扮演遊戲。遊戲銷量超過40萬。
本作特徵是活用到PS2強力性能的寫實影像，還有多重語音和字幕，以及能讓人感受到像是看電影般的特殊風格。遊戲操作方式類似於3D格鬥遊戲，最多能夠4人對戰。另外本作還搭配有被稱作ACS（active・character・system）的複數劇情系統。與其他RPG一樣，角色能力能夠隨著遊戲進行而成長。

## 故事劇情
「御門集團」作為超巨大國家企業而控制著整個國家，但在公司大樓遠處的貧民街中，有一群守護著小酒店「FATE」的保鑣們，某日保鑣之一的希恩・巴薩德（Sion Barzahd）發現一名倒在街上的少女多米妮克・克羅斯（Dominique Cross）並將他藏匿起來。
就在多米妮克習慣了在FATE的生活時。御門集團卻公布它們能從衛星發射能量的傳輸系統的訊息，同時間公司的特殊部隊也突襲FATE並綁架了多米妮克。
希恩與其他2名絕命保鑣們為此決定要救回多米妮克，但他們除了一邊要與各自的過去和命運對抗以外，一邊也將揭開克羅斯兄妹間糾纏半輩子的因緣以及御門集團真正目的。

## 遊戲角色
- 希恩・巴薩德（Sion Barzahd）：櫻井孝宏 / Paul Stephen

本作主角。
- 沃德・庫魯卡（Volt Krueger）：鄉里大輔 / Michael Gregory
- 柯・雷弗（Kou Leifoh）：中尾隆聖 / Steven Blum
- 多米妮克・克羅斯（Dominique Cross）：柚木涼香 / Bridget Hoffman
- 多拉甘・C・御門（Dauragon・C・Mikado）：若本規夫 / Richard Cansino
- 無月（ Mugetsu）：上田祐司／R. Martin Klein
- 艾奇多娜（Echidna）：笹木綾子 / Mary Elizabeth McGlynn
- 鳳 李雲（ Wong Leung）：川久保潔 / Simon Prescott
- 卡爾蒂雅・歐奇德（Kaldea Orchid）：高島雅羅 / Anne Sherman
- 黎安・柯德威爾（Leann Caldwell）：佐藤麻子 / Wendee Lee

柯的同事。
- PD-4：九里美保 / Wendee Lee
- 前御門：島香裕 / Michael Forest
- 新聞主播：一城みゆ希 / Mimi Woods

片頭動畫中負責播報新聞的女主播。報導關於御門公司的新企畫新聞。

## 外部連結
- Official Japanese site （日語） (Archive)
- Official European site （英文）